# Stirlingov motor
Stirlingov motor ili motor s toplim zrakom radi kao klipni motor s vanjskim izgaranjem, odnosno s vanjskim dovodom topline i sa zatvorenim kružnim procesom. Izbor radnog medija je slobodan, a izgaranje je povoljno jer se odvija kontinuirano. Kao izvor topline mogu poslužiti bilo kakva goriva ili drugi izvori topline, kao što su koncentrirano zračenje Sunca, toplina termalnih izvora, toplina iz termičkih akumulatora na bazi latentne topline, toplina oslobođena nuklearnom reakcijom itd.
Ime je dobio prema škotskom izumitelju Robertu Stirlingu.
Hrvatski znanstvenik, izumitelj i profesor na Rudarsko-geološko-naftnom fakultetu u Zagrebu dr. sc. Ivo Kolin dipl. ing. konstruirao je 1983. novi plosnati Stirlingov motor za rad pri niskim temperaturama.
Proces se odvija u četiri koraka, a izvodi se pomoću dva klipa, od kojih je jedan radni klip, a drugi služi samo kao nepotistic. Proces se odvija između dvije izoterme i dvije izohore. Primjenom regeneratora topline, stupanj djelovanja procesa izjednačava se sa stupnjem djelovanja Carnotovog procesa (najviši mogući termički stupanj djelovanja).
Zatvoreni kružni proces iziskuje topli i hladni prostor, u kojemu se pri početku procesa nalazi sav radni medij. Radni medij se pomoću radnog klipa izotermno sabija uz odvođenje topline. Radni medij pritom prolazi kroz regenerator i preuzima toplinu koja je pohranjena iz prijašnjeg procesa, tako da pri izohori dolazi do povećanja temperature i tlaka. Radni medij se dalje grije u toplom prostoru, pri čemu mu se uz konstantnu temperaturu povećava obujam. Radni medij se sada pri konstantnom volumenu istovremenim hodom oba klipa potiskuje iz toplog prostora kroz regenerator u hladni prostor. Radni medij istovremeno predaje toplinu regeneratoru i hladi se, tako da mu tlak pada.

## Stupanj iskorištenja
Kako su danas moguće temperature zagrijača ograničene na maksimalno 970 K (~ 700 °C), moguće je dostići stupanj iskorištenja od ηe ≈ 0,36. Relativno velik udio u gubicima imaju gubici strujanja između prostora, tako da je maksimalna brzina vrtnje ograničena i potrebno je odabrati radni medij čim manje gustoće, kao što su helij i vodik (dobra termička svojstva i opasnost od eksplozije). U usporedbi s dizelskim motorom sa slobodnim usisom Stirling motor jednakog stapajnog obujma daje  ~ 2,5 ... 3,3 puta veću snagu, ali su srednji tlakovi procesa vrlo visoki i iznose od 110 do 160 bara.

### Problemi razvoja
Problemi razvoja su povezani sa zagrijačem i njegovim brtvljenjem radnog medija, kao i prilagođavanje motora naglim promjenama opterećenja. Kod promjena temperatura dolazi do utjecaja tromog ponašanje masa zagrijača i svih dijelova motora koji učestvuju u prijenosu topline. Regulacija tlaka u pufer prostoru vrši se ispuštanjem ili dopumpavanjem radnog medija ili uključivanjem i isključivanjem sporednih prostora s konstantnim srednjim tlakom, pri čemu se mijenja kompresijski omjer radnog prostora.
Prednosti Stirlingovog motora su u neosjetljivosti na upotrebljeno gorivo, niska emisija štetnih sastojaka, što je potpomognuto kontinuiranim vanjskim izgaranjem, miran rad, dobar stupanj djelovanja, povoljan tok pogonskog momenta, mogućnost korištenja drugih izvora topline itd.
Nedostaci su u visokim troškovima izrade i otežanim problemima regulacije motora. Kod primjene Stirling motora za pogon vozila, hladnjak motora treba povećati barem dvaput u usporedbi s odgovarajućim motorom s unutarnjim izgaranjem, jer pored gubitaka topline na stijenke treba odvesti i odvedenu toplinu procesa (koja kod motora s unutarnjim izgaranjem odlazi s ispušnim plinovima). Razvoju primjene motora moglo bi pomoći korištenje toplina izgaranjem otpadnih goriva.

## Stirling motor s rombovskim mehanizmom
Stirling motor s rombovskim mehanizmom (izvedba Philips, Nizozemska) ima koljenasto vratilo udvojeno, a svako od njih se vrti u suprotnom smjeru. Oba koljenasta vratila su međusobno na pogonskom kraju spojena zupčanicima. Izvedba ovakvog mehanizma omogućuje potpuno uravnoteženje inercijskih sila, tako da je rad mehanizma vrlo miran. Radni klip 6 i potiskivač 5 spojeni su svaki na svoju stapajicu, koje su izvedene koncentrično. Svaka stapajica na donjoj strani ima jaram na koji se vezuju po dvije spojnice, svaka s jednog koljenastog vratila. Gibanje klipa i potiskivača teku kontinuirano, približno po sinusoidi, samo su te sinusoide fazno pomaknute za klip i potiskivač. 
Zatvoreni kružni proces ovakvog motora je zaobljen i odstupa od idealnog procesa Stirling motora. Bočno izvan cilindra smješten je hladnjak 2, regenerator i zagrijač 7. Da bi dobili čim manje dimenzije stroja i da se poveća masa radnog medija, tlakovi u cilindru su visoki i ne mijenjaju se znatno. Kako je srednji tlak procesa mnogo veći od atmosferskog tlaka, za rasterećenje sila u mehanizmu koristi se pufer prostor, u kojemu vlada otprilike srednji tlak procesa. Poseban problem predstavlja brtvljenje (radi sprječavanja gubitka radnog medija), koje se izvodi specijalnim brtvama, pogotovo na stapajicama. Radni klip je uvijek smješten u hladnom prostoru. Potiskivač predstavlja pregradu između toplog i hladnog prostora, pa je potrebno da ima čim bolju toplinsku izolaciju između toplog i hladnog prostora.

## Stirlingov stroj
Stirlingov stroj je toplinski stroj koji radi na principu Stirlingovog kružnog procesa (ciklusa). Taj kružni proces se sastoji od dvije izohorne i dvije izotermne promjene stanja. Izotermna ekspanzija odvija se na višoj temperaturi, a izotermna kompresija na nižoj temperaturi.